# 李普 (唐朝)
李普（824年—828年7月16日），唐敬宗长子。
李普生于唐穆宗长庆四年（824年），大约在敬宗登基前后。母亲是郭贵妃，她本来只是才人，但在生下他后因年轻有子和容貌德行出众而尤其受宠，晋为贵妃。宝历元年（825年）十一月，封晋王。十二月，为昭义军节度副大使。
宝历二年（826年）末，敬宗被杀，皇弟江王李涵即位，是为唐文宗。李普很聪明，且谨慎恭顺，文宗很喜欢这个长侄，待他像自己的儿子一样，为此礼待其母郭贵妃，还想立李普为嗣。李普曾被加开府仪同三司，但大和二年六月，李普就薨逝了，文宗很伤心，即使在有了儿子李永后，他也直到六年（832年）十月才将其立为太子。他追赠李普为悼怀太子。

## 延伸阅读
[在维基数据编辑]
 《舊唐書/卷175》，出自刘昫《舊唐書》